# Qād̨ub
Qād̨ub é uma localidade na ilha Socotorá, no Iémen. Situa-se na região de Shabwah. É também conhecida pelos topónimos Kathub, Qadhub, e Qadib.